# 坦博帕塔国家保护区
坦博帕塔国家保护区是秘鲁国家级的自然保护区，位于马德雷德迪奥斯大区坦博帕塔省。其面积包括坦博帕塔区和伊纳姆巴里区。坦博帕塔国家保护区于2000年9月4日建立，占地面积274,690公顷。这个自然保护区位于海拔200-400米范围内，大约300米的平均海拔梯度。在其创立保护区的目标中有3个主轴：一、保护秘鲁南亚马逊热带雨林的动植物和生态过程。二、与保护区内的居民建立保护机制，以便可持续地使用该区资源比如栗子树和旅游景观。三、透过生物多样性知识和多种多样的可再生自然资源的管理为该大区和国家的可持续发展作出贡献。

## 气候
该地区的气候属于潮湿或非常潮湿的亚热带森林，平均气温为26°C，气温在10°C和38°C之间。该区的低气温是由于不规则的南极风所形成的，这些冷风大概是在六月和七月之间，从安第斯山脉进入亚马逊流域。整年的最高气温是在九月和十月之间。
该地区的年降雨量在1600至2400毫米之间。最大降水季节是十二月和三月之间。

## 水文
坦博帕塔国家保护区内主要的流域有坦博帕塔河和希思河。 在保护区内也有其他河流，比如阿苏尔和l和马利诺奇尤河，这两条河都流向马利诺斯基河的右侧。

## 生物多样性

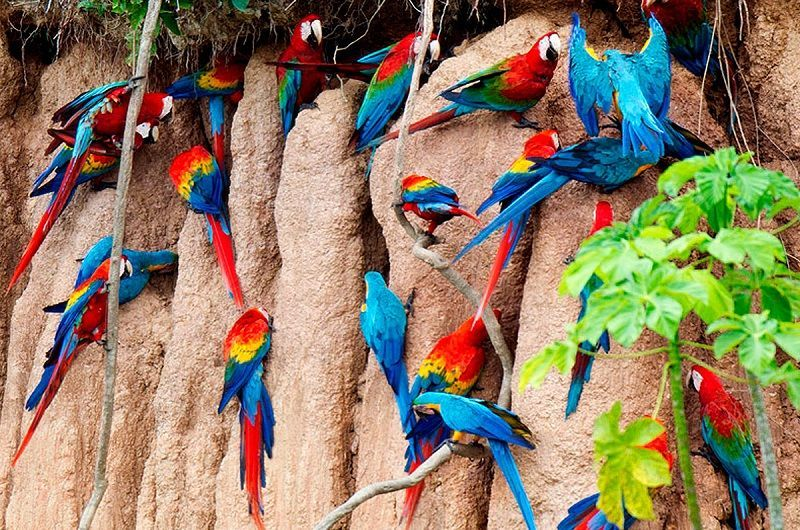
在粘土中的金刚鹦鹉

坦博帕塔河是世界上生物多样性指数最高的河域之一。坦波帕塔国家保护区位于该流域的中、下流地带，紧邻马尔多纳多港市。其最常见的生态系统中，有棕榈树森林、沼泽、亚马逊竹林和水岸森林。其地域特征使当地居民能充分利用自然资源。坦波帕塔国家保护区主要为水生栖息地，是40多种洲际候鸟的停留地。国家保护区守护着许多特别的瀕危物种，并为旅游业提供了观察动植物多样性的特殊旅游景点。

## 旅游

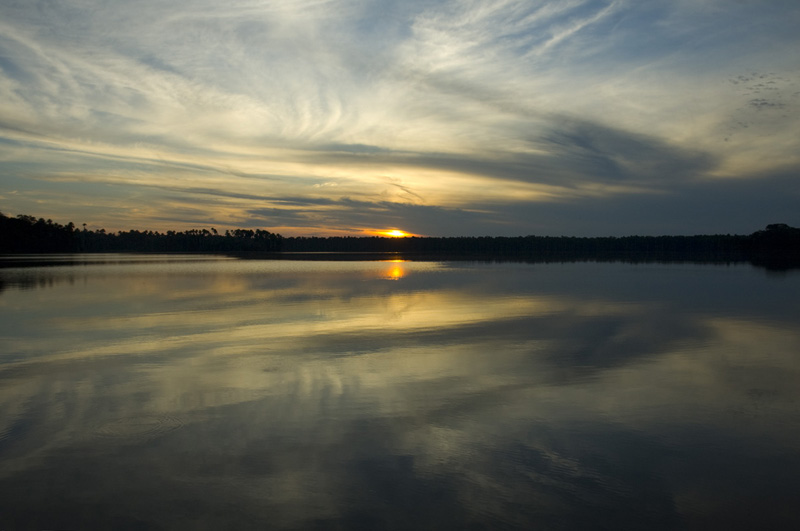
桑多瓦尔湖的日落

坦博帕塔国家保护区是秘鲁国家保护区系统（SINANPE）中最主要的旅游景点之一。由于其保护的生物多样性和自然栖息地，这个保护区被认为是一个能与动植物和大自然接触的一个特殊的地方。
桑多瓦尔湖(Lago Sandoval)是最热门的旅游景点。这个127公顷的湖泊被称为 “水镜子” 。在湖泊的四周的植被中栖息着许多金刚鹦鹉，也能观赏苍鹭、翠鸟、凯门鳄和獭。这个旅游景点为游客提供住宿。
通过坦博帕塔河流域可以进入科科科恰湖(Cocococha)和萨查瓦卡約克湖(Sachavacayoc)，这两个湖泊都是不少野生动物居住的地方。在萨查瓦卡約克有一个露营区让游客过夜。 除了湖泊之外，还有金刚鹦鹉和鹦鹉粘土，这些是动物从河流沟渠摄取粘土的地方。上午5点半到9点之间，有一群金刚鹦鹉和鹦鹉聚集在一起，给游客提供了一个野生生态的多彩奇观。 主要粘土舔洞是春丘(Chuncho)和科洛拉多(Colorado)，两者都在坦博帕塔河的岸边。